# SO Cassis Carnoux
Stade Olympique Cassis Carnoux là một câu lạc bộ bóng đá hiệp hội Pháp thành lập năm 2002. Đội có trụ sở tại Cassis, Bouches-du-Rhône, và hiện đang chơi ởChampionnat de France amateur - giải hạng tư của bóng đá Pháp. Đội thi đấu sân nhà tại Stade Marcel Cerdan ở Carnoux.

## Danh hiệu
- Championnat de France Amateurs Nhóm C Người chiến thắng: 2008